# Halterofilismo nos Jogos da Commonwealth de 2006
O halterofilismo nos Jogos da Commonwealth de 2006 foi realizado em Melbourne, na Austrália, entre 16 e 24 de março. As 16 categorias foram disputadas no Melbourne Convention and Exhibition Centre, incluindo uma para atletas com deficiência física (EAD).

## Medalhistas
Masculino
| Evento                   | Ouro                                | Prata                              | Bronze                                 |
| Até 56 kg                | Baharom Mohd Faizal Bin MAS Malásia | Vicky Batta IND Índia              | Guntali Matin Bin MAS Malásia          |
| Até 62 kg                | Chinthana Vidanage SRI Sri Lanka    | Arun Murugesan IND Índia           | Abdul Rashid Roswadi Bin MAS Malásia   |
| Até 69 kg                | Benjamin Turner AUS Austrália       | Muhammad Hidayat MAS Malásia       | Sudhir Kumar Chitradurga IND Índia     |
| Até 77 kg                | Majeti Fetrie GHA Gana              | Mohammed Zakir Asdullah IND Índia  | Muhammad Irfan PAK Paquistão           |
| Até 85 kg                | Shuja-Ud-Din Malik PAK Paquistão    | Brice Vivien Batchaya CMR Camarões | Simplice Ribouem CMR Camarões          |
| Até 94 kg                | Aleksan Karapetyan AUS Austrália    | Simon Heffernan AUS Austrália      | Thomas Yule SCO Escócia                |
| Até 105 kg               | Akos Sandor CAN Canadá              | Valeriane Sarava AUS Austrália     | Che Mohd Azrol Bin Che Mat MAS Malásia |
| Acima de 105 kg          | Chris Rae AUS Austrália             | Damon Kelly AUS Austrália          | Itte Detenamo NRU Nauru                |
| Levantamento de peso EAD | Ruel Ishaku NGR Nigéria             | Jason Lee Irving ENG Inglaterra    | Darren Gardiner AUS Austrália          |

Feminino
| Evento         | Ouro                                 | Prata                              | Bronze                              |
| Até 48 kg      | Kunjarani Devi Nameirakpam IND Índia | Marilou Dozois-Prévost CAN Canadá  | Erika Yamasaki AUS Austrália        |
| Até 53 kg      | Maryse Turcotte CAN Canadá           | Dika Loa Toua PNG Papua-Nova Guiné | Nadeene Latif AUS Austrália         |
| Até 58 kg      | Yumnam Chanu IND Índia               | Emily Quarton CAN Canadá           | Natasha Barker AUS Austrália        |
| Até 63 kg      | Michaela Breeze WAL Pais de Gales    | Christine Girard CAN Canadá        | Miel McGerrigle CAN Canadá          |
| Até 69 kg      | Jeane Lassen CAN Canadá              | Laishram Devi IND Índia            | Janet Thelermont SEY Seychelles     |
| Até 75 kg      | Deborah Lovely AUS Austrália         | Sheba Deireragea NRU Nauru         | Babalwa Ndleleni RSA África do Sul  |
| Acima de 75 kg | Geeta Rani IND Índia                 | Simple Kaur Bhumrah IND Índia      | Keisha-Dean Soffe NZL Nova Zelândia |

## Quadro de medalhas
Dezessete delegações conquistaram medalhas:
| Ordem | País             | Medalha de ouro | Medalha de prata | Medalha de bronze | Total |
| ----- | ---------------- | --------------- | ---------------- | ----------------- | ----- |
| 1     | Austrália        | 4               | 3                | 4                 | 11    |
| 2     | Índia            | 3               | 5                | 1                 | 9     |
| 3     | Canadá           | 3               | 3                | 1                 | 7     |
| 4     | Malásia          | 1               | 1                | 3                 | 5     |
| 5     | Paquistão        | 1               |                  | 1                 | 2     |
| 6     | Gana             | 1               |                  |                   | 1     |
| 6     | Nigéria          | 1               |                  |                   | 1     |
| 6     | País de Gales    | 1               |                  |                   | 1     |
| 6     | Sri Lanka        | 1               |                  |                   | 1     |
| 10    | Camarões         |                 | 1                | 1                 | 2     |
| 10    | Nauru            |                 | 1                | 1                 | 2     |
| 12    | Inglaterra       |                 | 1                |                   | 1     |
| 12    | Papua-Nova Guiné |                 | 1                |                   | 1     |
| 14    | África do Sul    |                 |                  | 1                 | 1     |
| 14    | Escócia          |                 |                  | 1                 | 1     |
| 14    | Nova Zelândia    |                 |                  | 1                 | 1     |
| 14    | Seicheles        |                 |                  | 1                 | 1     |
| TOTAL | TOTAL            | 16              | 16               | 16                | 48    |